# Саратовский 108-й пехотный полк
Саратовский 108-й пехотный полк — пехотная воинская часть Русской императорской армии.
Полковой праздник — 30 августа.
Старшинство по состоянию на 1914: 17 мая 1797.

## Места дислокации
Благодаря приказу Ванновского от 18 марта 1884 у этого полка целых четыре истории 
1. История полка в 1863—1884
2. История батальонов полка, официально сохранявшаяся у каждого из них до 1884
3. История 13-го егерского полка, частично приписанная полку в 1884
4. История полка в 1884—1918

## История 108-го Саратовского полка в 1863—1884
Полк составился в 1863 году из 4-го кадрового и резервных 5-го и 6-го батальонов Симбирского пехотного полка как Симбирский резервный пехотный полк

каждый из этих батальонов до 1884 имел собственную историю, старшинство и знаки отличия

с 13 августа 1863 — Саратовский пехотный полк

с 25 марта 1864 — 108-й Саратовский пехотный полк

в 1879 году сформирован 4-й батальон полка

18 марта 1884 всем батальонам полка присвоено старшинство от условной даты формирования 13-го егерского полка, как части, батальоны которой составили более половины Саратовского пехотного полка

тогда же переписана и история части, к которой добавлены 2 периода: 

1) до 1833 года — история 13-го егерского полка

2) в 1833-63 — истории, общей с Симбирским пехотным полком

одновременно с этим уничтожалась история и изменялись знаки отличия батальонов, входивших в состав полка
Боевые Кампании полка в период 1863—1884

не участвовал

## 13-й егерский полк
см также:13-й егерский полк
история 13-го егерского полка до 1833

22 июня 1783 года сформированы среди прочих 4-й харьковский и 2-й белорусский полевые батальоны

примеч. этим батальонам, как сформированным на полевых условиях, полагалось по два знамени. В егерских частях знамёна не полагались
 
14 января 1785 года эти батальоны вошли в состав сформированного тогда Бугского егерского корпуса четырёхбатальонного состава
 
29 ноября 1796 Бугский егерский корпус разделен на две части, 1-й и 2-й батальоны сведены в 13-й егерский батальон, а 3-й и 4-й — в 14-й егерский батальон

примеч. История части до 17 мая 1797 года в 1884 Саратовскому полку присвоена не была
 
17 мая 1797 батальон развернут в 13-й егерский полк

5 января 1798 переформирован в двухбатальонный полк

31 октября 1798 назван по шефу полка — Егерским Генерал-Майора Кашкина

29 сентября 1798 назван по новому шефу полка — Егерским Генерал-Майора Гангеблова

с 29 марта 1801 12-й егерский полк

30 апреля 1802 приведен в трехбатальонный состав

19 ноября 1811 для полка в Ивановском рекрутском депо сформирован резервный батальон

11 июля 1813 второй и резервный батальон отчислили от полка на сформирование 51-го егерского полка. Второй батальон сформирован вновь
 
6 апреля 1830 всем трем батальонам полка пожалованы георгиевские знамёна «За отличие при Кулевче 30 Мая 1829 года»
28 января 1833 полк присоединен к Симбирскому полку, составив его 3-й и 4-й действующие и 6-й резервный батальоны

примеч. первый батальон полка в 1863 остался в составе Симбирского полка, как его 3-й батальон

в 1884 старшинство у этого батальона было упразднено, а георгиевское знамя «За отличие при Кулевче 30 Мая 1829 года» передано во 2-й батальон 108-го Саратовского полка,

таким образом 24-й Симбирский полк навсегда лишился последнего Георгиевского знамени(из 3-х, бывших в полку в 1833-63гг)
 
Боевые Кампании 13-го егерского полка

Русско-турецкая война (1806—1812)

Отечественная война 1812 года

Заграничный поход русской армии 1813—14 гг

Русско-турецкая война 1828—1829

Подавление Польского мятежа в 1831

## 1-й батальон 108-го Саратовского полка
1-м батальоном полка стал в 1863 4-й батальон Симбирского пехотного полка
история батальона

30 апреля 1802 сформирован как 3-й батальон 12-го егерского полка

примеч. батальону было даровано старшинство 1783 года, 4-го харьковского и 2-го белорусского полевых батальонов,

как сформированному из чинов 1-го и 2-го батальонов 12-го егерского полка
 
26 марта 1824 назван 2-м батальоном 12-го егерского полка

6 апреля 1830 пожаловано георгиевское знамя «За отличие при Кулевче 30 Мая 1829 года»

примеч. Батальон до 1830, как егерская часть, знамени не имел. В 1884—1897 это знамя являлось полковым знаменем 108-го Саратовского полка

28 января 1833 стал 4-м действующим батальоном Симбирского Егерского полка

примеч.при этом батальон сохранил своё георгиевское знамя пожалованное в 1830

30 апреля 1833 батальону пожалованы знаки на кивера с надписью «За отличие» (для уравнения со старыми батальонами Симбирского полка)

6 апреля 1863 перечислен в новый Симбирский резервный полк, составив его 1-й батальон

приказом от 18 марта 1884 старшинство батальона с 1783 упразднено и установлено с мая 1797 года(как общее для полка)

Боевые Кампании Батальона до 1884

Русско-турецкая война (1806—1812)

Отечественная война 1812 года

Заграничный поход русской армии 1813—14 гг

Русско-турецкая война 1828—1829

Подавление Польского мятежа 1831

Крымская война
знаки отличия батальона на 1884

- георгиевское знамя «За отличие при Кулевче 30 Мая 1829 года»
- знаки нагрудные для офицеров и головные для нижних чинов с надписью: «За отличие» (дарованные 6 апреля 1833)

## 2-й батальон 108-го Саратовского полка
2-м батальоном полка стал в 1863 5-й батальон Симбирского пехотного полка
история батальона

11 ноября 1811 сформирован как 2-й батальон Симбирского пехотного полка

примеч. батальону было даровано старшинство 1711 года, как сформированному из 3-х рот Московского гарнизонного полка, ведших старшинство с этого года
 
8 августа 1812 пожаловано 2 знамени(выданы зимой 1813 года)

13 апреля 1813 пожалован Гренадерский бой (за отличие в Отечественной войне), впоследствии — поход за военное отличие

примеч. в 1884 отобран

21 августа 1814 в батальоне оставлено 1 знамя

5 мая 1814 пожалованы знаки на кивера с надписью «За отличие» (за подвиги в войне с Франциею в 1812,1813 и 1814 годов)

28 января 1824 пожаловано новое простое знамя

26 марта 1824 назван 3-м батальоном Симбирского пехотного полка

9 мая 1830 стал 3-м резервным батальоном Симбирского пехотного полка

28 января 1833 стал 5-м резервным батальоном Симбирского Егерского полка

20 июня 1838 к знамени батальона пожалована юбилейная лента

примеч. в 1884 сдана в арсенал

23 августа 1856 все чины батальона уволены в бессрочный отпуск
летом 1863 вновь собран из бессрочно-отпускных и рекрут как 2-й батальон Симбирского резервного полка, вскоре ставшего Саратовским пехотным полком

приказом от 18 марта 1884 старшинство у батальона упразднено, поход за военное отличие отменен, юбилейная лента сдана в арсенал,

простое знамя передано в 3-й батальон Симбирского полка, а взамен оттуда получено георгиевское знамя «За отличие при Кулевче 30 Мая 1829 года»

Боевые Кампании Батальона до 1884

Отечественная война 1812 года

Заграничный поход русской армии 1813—14 гг

Русско-турецкая война 1828—1829

Подавление Польского мятежа 1831
знаки отличия батальона на 1884

- простое знамя без надписи с юбилейной александровской лентой
- знаки нагрудные для офицеров и головные для нижних чинов с надписью: «За отличие» (пожалованы 5 мая 1814)
- поход за военное отличие (пожалован 13 апреля 1813)

## 3-й батальон 108-го Саратовского полка
3-м батальоном полка стал в 1863 6-й батальон Симбирского пехотного полка
история батальона

11 июля 1813 сформирован как 2-й батальон 12-го егерского полка

примеч. батальону было даровано старшинство 1783 года, 4-го харьковского и 2-го белорусского полевых батальонов,

как сформированному из чинов 1-го и 3-го батальонов 12-го егерского полка
 
26 марта 1824 назван 3-м батальоном 12-го егерского полка

6 апреля 1830 пожаловано георгиевское знамя «За отличие при Кулевче 30 Мая 1829 года»

примеч.до 1830, как егерская часть, знамени не имел

28 января 1833 стал 6-м резервным батальоном Симбирского Егерского полка

примеч.при этом батальон сохранил своё георгиевское знамя пожалованное в 1830

30 апреля 1833 батальону пожалованы знаки на кивера с надписью «За отличие» (для уравнения со старыми батальонами Симбирского полка)

к 30 августа 1834 переформирован в запасной полубатальон № 24 Симбирского Егерского полка

20 января 1842 запасной полубатальон № 24 переформирован в 6-й запасной батальон Симбирского Егерского полка

примеч.при этом, как пополненному наполовину из 5-го резервного батальона, 

к старшинству батальона от 1783 года добавили старшинство 1711 года(от 5-го резервного батальона Симбирского Егерского полка, см историю 2-го батальона),

и пожалована юбилейная лента а также Гренадерский бой, в соответствии с этим, более старшим, старшинством

10 марта 1854 стал 6-м резервным батальоном Симбирского Егерского полка

23 августа 1856 все чины батальона уволены в бессрочный отпуск

летом 1863 вновь собран из бессрочно-отпускных и рекрут как 3-й батальон Симбирского резервного полка, вскоре ставшего Саратовским пехотным полком

приказом от 18 марта 1884 старшинства у батальона упразднены, поход за военное отличие отменен, юбилейная лента сдана в арсенал

Боевые Кампании Батальона до 1884

Русско-турецкая война 1828—1829

Подавление Польского мятежа 1831
знаки отличия батальона на 1884

- георгиевское знамя «За отличие при Кулевче 30 Мая 1829 года» с юбилейной александровской лентой
- знаки нагрудные для офицеров и головные для нижних чинов с надписью: «За отличие» (дарованные 6 апреля 1833)
- поход за военное отличие (пожалован 13 апреля 1813 батальонам Симбирского пехотного полка)

## 4-й батальон 108-го Саратовского полка
история батальона

сформирован 7 апреля 1879 из стрелковых рот 1-го,2-го и 3-го батальонов

при сформировании батальону выдано простое знамя 8-го запасного батальона Симбирского пехотного полка

примеч.8-й запасной батальон Симбирского Пехотного полка был сформирован 10 марта 1854, в том же году ему было выдано простое знамя без надписи

приказом от 23 августа 1856 года 8-й батальон был расформирован

Боевые Кампании Батальона до 1884

не участвовал
знаки отличия батальона на 1884

- простое знамя без надписи
- знаки нагрудные для офицеров и головные для нижних чинов с надписью: «За отличие»

## История 108-го Саратовского полка в 1884—1918
в 1884 установлено общее старшинство полка с 17 мая 1797 и общие знаки отличия

в 1897 пожаловано юбилейное георгиевское знамя с надписью «За отличие при Кулевче 30 Мая 1829 года» с юбилейной александровской лентой «1797-1897»
Боевые Кампании полка в период 1884—1918

Первая мировая война
Действия полка имели исключительное значение для победы русского оружия в Гумбиненском сражении 7 (20) августа 1914 г.

## Знаки отличия полка к 1914
- юбилейное георгиевское знамя с надписью «За отличие при Кулевче 30 Мая 1829 года» с юбилейной александровской лентой «1797-1897»
- знаки нагрудные для офицеров и головные для нижних чинов с надписью: «За отличие»

## Командиры полка
- 21.04.1863[2] — после 01.10.1866 — подполковник (с 28.09.1864 полковник) Сологуб, Александр Иванович
- хх.хх.1866 — 24.08.1869  — полковник Воронов, Александр Николаевич
- 24.08.1869 — 02.03.1878 — полковник Каменский, Антоний-Мартын Иванович
- 09.03.1878 — 22.07.1883 — полковник Аристов, Константин Павлович
- 11.08.1883 — 07.11.1886 — полковник Максимов, Иван Иванович
- 03.12.1886 — 26.12.1892 — полковник Погорелов, Александр Фёдорович
- 31.12.1892 — 28.03.1894 — полковник князь Аргутинский-Долгоруков, Давид Луарсабович
- 04.04.1894 — 09.03.1898 — полковник Богуцкий, Фёдор Кононович
- 19.03.1898 — 27.04.1899 — полковник Чурин, Алексей Евграфович
- 18.05.1899 — 22.02.1901 — полковник Карнеев, Владимир Петрович
- 05.03.1901 — 15.03.1904 — полковник Икскуль фон Гильденбант, Александр Георгиевич
- 20.05.1904 — 12.02.1908 — полковник Бенескул, Владимир Онуфриевич
- 07.03.1908 — 01.05.1913 — полковник Милоданович, Евгений Александрович
- 13.05.1913 — 11.09.1914[3] — полковник Струсевич, Осип Осипович
- 02.10.1914 — 02.11.1916 — полковник (с 16.07.1916 генерал-майор) Белолипецкий, Валериан Ерофеевич
- 3.11.1916 — 24.03.1917[4] — полковник Дитерихс, Андрей Павлович
- 04.07.1917 — хх.хх.хххх — полковник Ильинский, Андрей Никанорович
- 1918 — штабс-капитан Ширмахер, Александр Генрихович

## В полку служили
- Пуховский, Николай Фомич

## Другие части этого имени
- Саратовский мушкетерский полк Существовал под таким названием в 1801—1810. См. 46-й егерский полк, 18 марта 1884 его история и старшинство присвоены Вяземскому пехотному полку (сформ в 1863).
- Саратовский (старый) пехотный полк Существовал в 1811—1833, 18 марта 1884 его история и старшинство присвоены Уфимскому пехотному полку (сформ в 1863).
- Саратовский гарнизонный батальон Существовал под этим названием в 1764—1810 гг, расформирован в 1820 году.
- Саратовский внутренний гарнизонный батальон Корпуса внутренней стражи. См. Карсский 188-й пехотный полк.

## примечание
все даты приведены по старому стилю